# Ludwig Boller
Ludwig Boller (* 28. April 1862 in Frankfurt am Main; † 18. Mai 1896 in München) war ein deutscher Landschaftsmaler.

## Leben
Ludwig Boller genoss Malunterricht am Städelschen Institut in Frankfurt. 1883 ging er zum Landschafts- und Tiermaler Hermann Baisch an der Großherzoglich-Badischen Kunstschule in Karlsruhe, um sich dort weiter zu bilden. 1886 ging er dann nach München und malte mit Vorliebe Stimmungsbilder der malerischen Moorgegenden Oberbayerns. Auch an den großen Rundgemälden von Philipp Fleischer war er beteiligt. 1894 malte er den landschaftlichen Teil eines für Lemberg bestimmten Panoramas. Das Panorama von Racławice zeigt den Sieg der polnischen Armee über die russische Armee im Jahre 1794 in der Schlacht bei Racławice und ist heute noch in Breslau zu besichtigen. Am 18. Mai 1896 starb Ludwig Boller an den Folgen eines unglücklichen Sturzes. Seine vielen Skizzen aus dem Nachlass wurden im Münchner Kunstverein zur Ausstellung gebracht (Dezember 1896) und schnell verkauft.
Ludwig Boller starb 1896 im Alter von 34 Jahren in München.

## Grabstätte

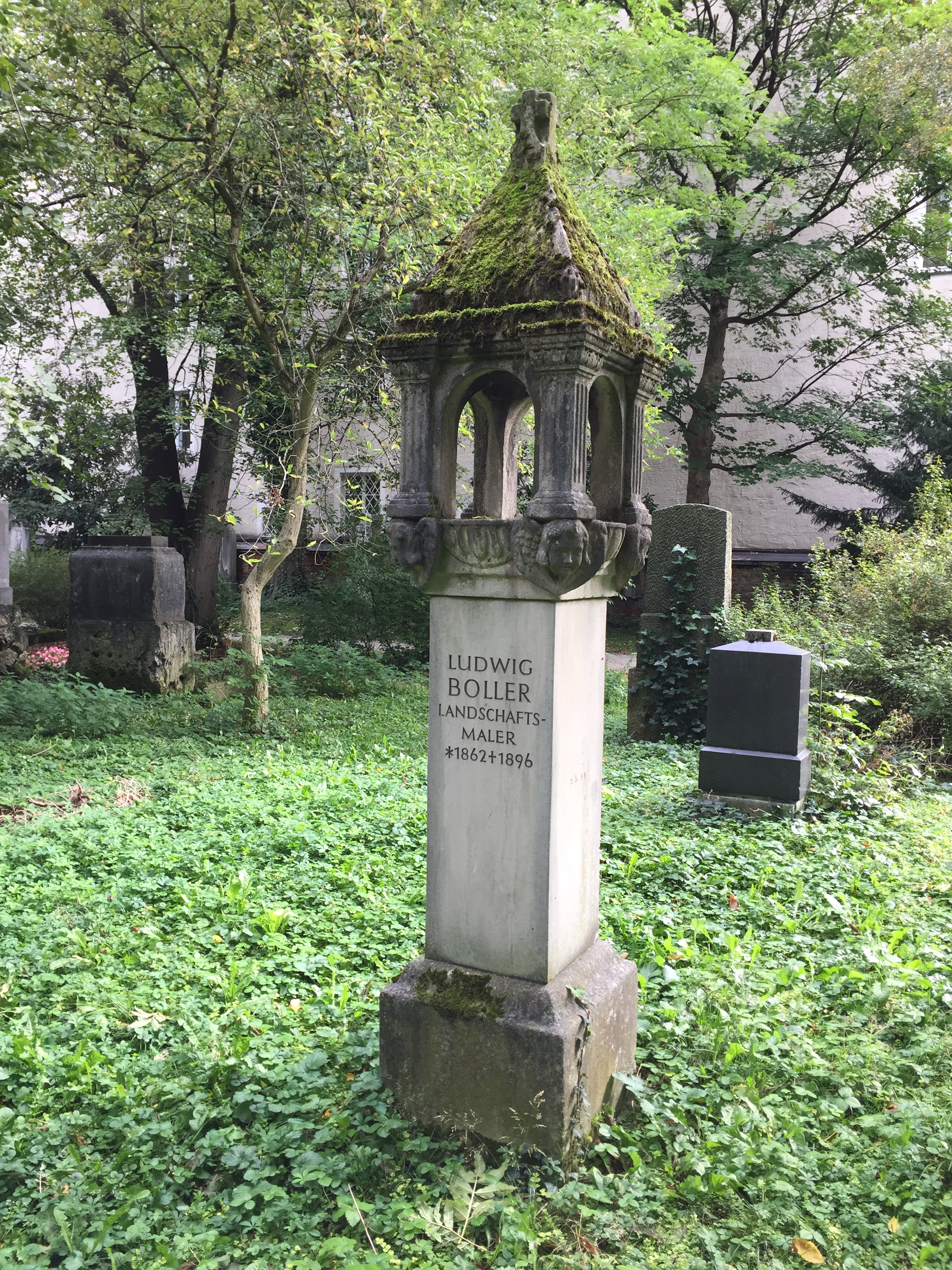
Grab von Ludwig Boller auf dem Alten Südlichen Friedhof in München

Die Grabstätte von Ludwig Boller befindet sich auf dem Alten Südlichen Friedhof in München (Gräberfeld 7 - Reihe 6 - Platz 44) Standort.

## Bildergalerie
Eine Auswahl von Bildern gemalt von Ludwig Boller:

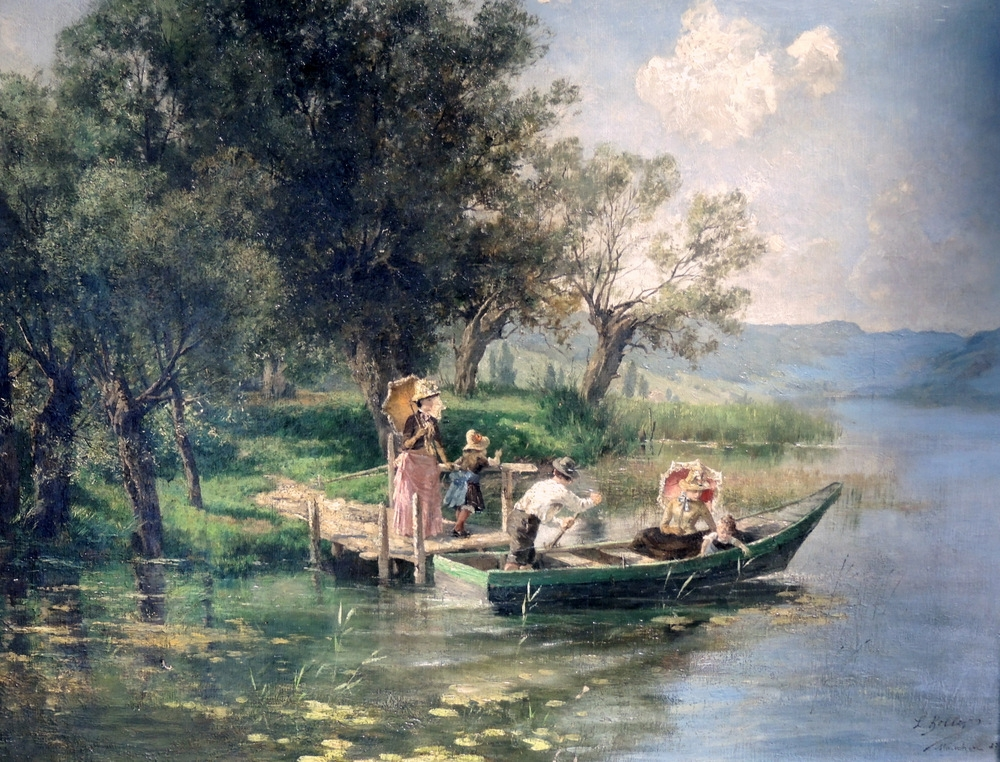
Überfahrt auf einem sommerlichen Alpensee
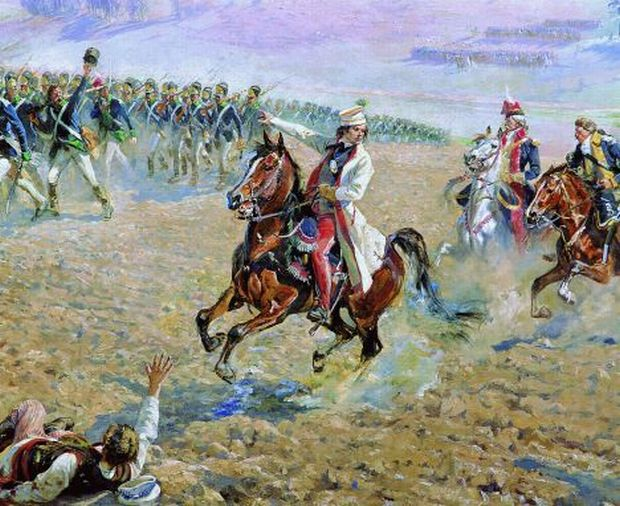
Ausschnitt aus dem Panoramabild der Schlacht bei Racławice
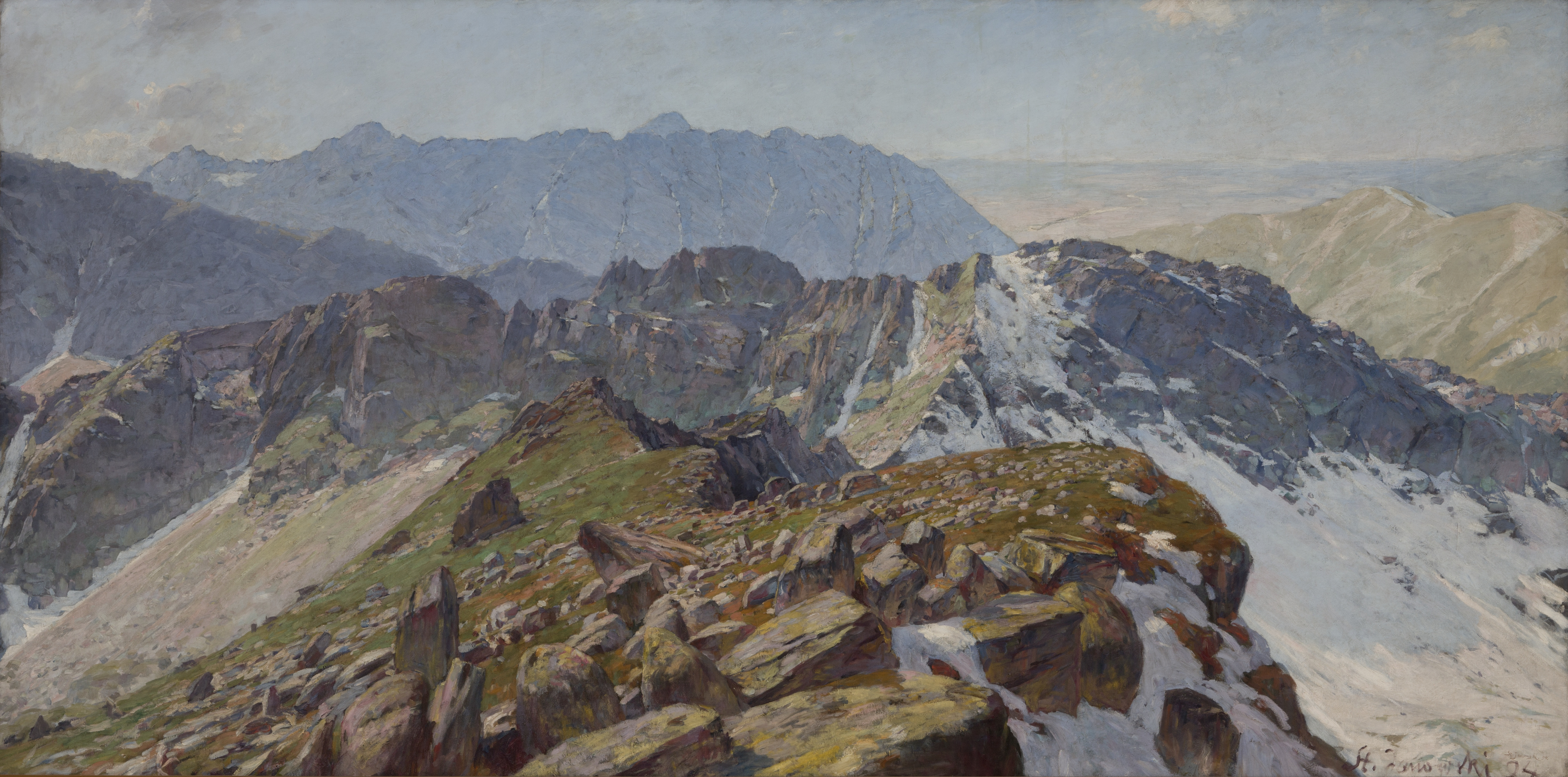
Panorama Tatra